# Кирха в Новониколаевске
Первые сведения о христианах-лютеранах в городе Новониколаевске (ныне — Новосибирск) относятся к 1897 году: тогда их было 27 человек. А в 1902 годув городе проживал уже 131 лютеранин (при общем населении менее 60 тысяч). В том же году Генеральная Консистория (единая государственная церковная структура во главе с императором, в которую входили все лютеранские церкви в царской России) обратилась в МВД с просьбой об учреждении лютеранского прихода в Новониколаевске — филиала Томского прихода. В 1903 году Евангелическо-лютеранский приход получило официальную регистрацию в городе Новониколаевске.
В 1905 году лютеранская община Новониколаевска обратилась к властям о бесплатном выделении участка под церковь в центре города, в чём получила отказ в 1906 году.
В итоге здание кирхи было построено в 1910 году и находилось по адресу: Николаевский проспект № 73, 118 квартал, участки № 6,7 (предположительно там, где сегодня стоит дом по адресу Красный проспект № 59, на пересечении Красного проспекта и ул. Крылова), о чём свидетельствует официальное письмо 1910 года. Об этом свидетельствует и Сибирский торгово-промышленный ежегодник на 1914—1915 гг. (Ещё в Березовой роще, в районе Колеса была лютеранская кладбищенская часовня).
Церковь официально называлась «Новониколаевское немецкое евангелическо-лютеранское религиозное общество». Немецкая община (включавшая всех немцев, не только прихожан-лютеран) в Новониколаевске не была большой: максимальное количество немцев проживало в 1909 г. (660 чел.), наименьшее — в 1915 г. (121 чел.). Среди прихожан были такие состоятельные и видные граждане, как помощник городского головы Новониколаевска Рудольф Самуилович Шалль. В метрических книгах церкви упоминаются такие фамилии как Klatt, Kuus, Titwi, Tatter, Laskar, Kudras, Kewai, Nool, Hank, Danilson, Pill, Haemmer и Kleinberg. В официальных документах неоднократно встречается фамилия Keil.
Пасторы, которые служили в Томском приходе в 1903-1930гг (пока действовала лютеранская община в Новониколаевске-Новосибирске):
- 1894—1904 Alfred Keller
- 1904—1908 Rudolf Dalton
- 1909—1914 Adalbert Lesta
- 1916—1923 Hermann Hesse
- 1924—1927 Johannes Adolf Lockenberg — Иоганн Адольфович Локкенберг.

В 1926 году началось государственное преследование пастора Локкенберга. Его обвиняли в хранении нелегальной литературы и контрреволюционной деятельности. В итоге он был арестован, а в 1930 году окончательно осуждён.
В том же 1930 году президиум Сибирского краевого исполнительного комитета постановил закрыть молитвенный дом «лютеран-адвентистов седьмого дня по Красному проспекту № 73»:
«Учитывая массовое ходатайство трудящихся гор. Новосибирска, выраженное в массовых резолюциях общих собраний и подписных листах общей сложности в количестве 50.000 человек, а также крайний недостаток в г. Новосибирске помещений для развертывания культурно-просветительной работы и учебных заведений, Президиум Крайисполкома постановляет: Молитвенные дома по … Красному проспекту № 73 … считать как молитвенные пункты ликвидированными.»
В 1935 году бывший молитвенный дом опустел и был в аварийном состоянии, а в 1937 году был разобран, материалы использовали для строительства общежития для медицинского института.
В источниках нет сведений об отдельном Новониколаевском приходе, а только о Томско-барнаулском лютеранском приходе, основанном в 1751 году и организованном в церковный округ в 1847 году. В 1905 году Томско-барнаулский приход имел 5500 членов, из которых 2500 немцев, 2500 эстонцев и 500 латышей. Новониколаевская община относилась к этому приходу.
В 1941 году было произведено массовое переселение немцев с Волги, после чего снова появилась община немцев и лютеран в Новосибирске. Община получила регистрацию в конце 1960-х/начале 70-х годов. Молитвенный дом был приобретен по адресу: ул. Кавказская, 37.